# Buffet (meubel)

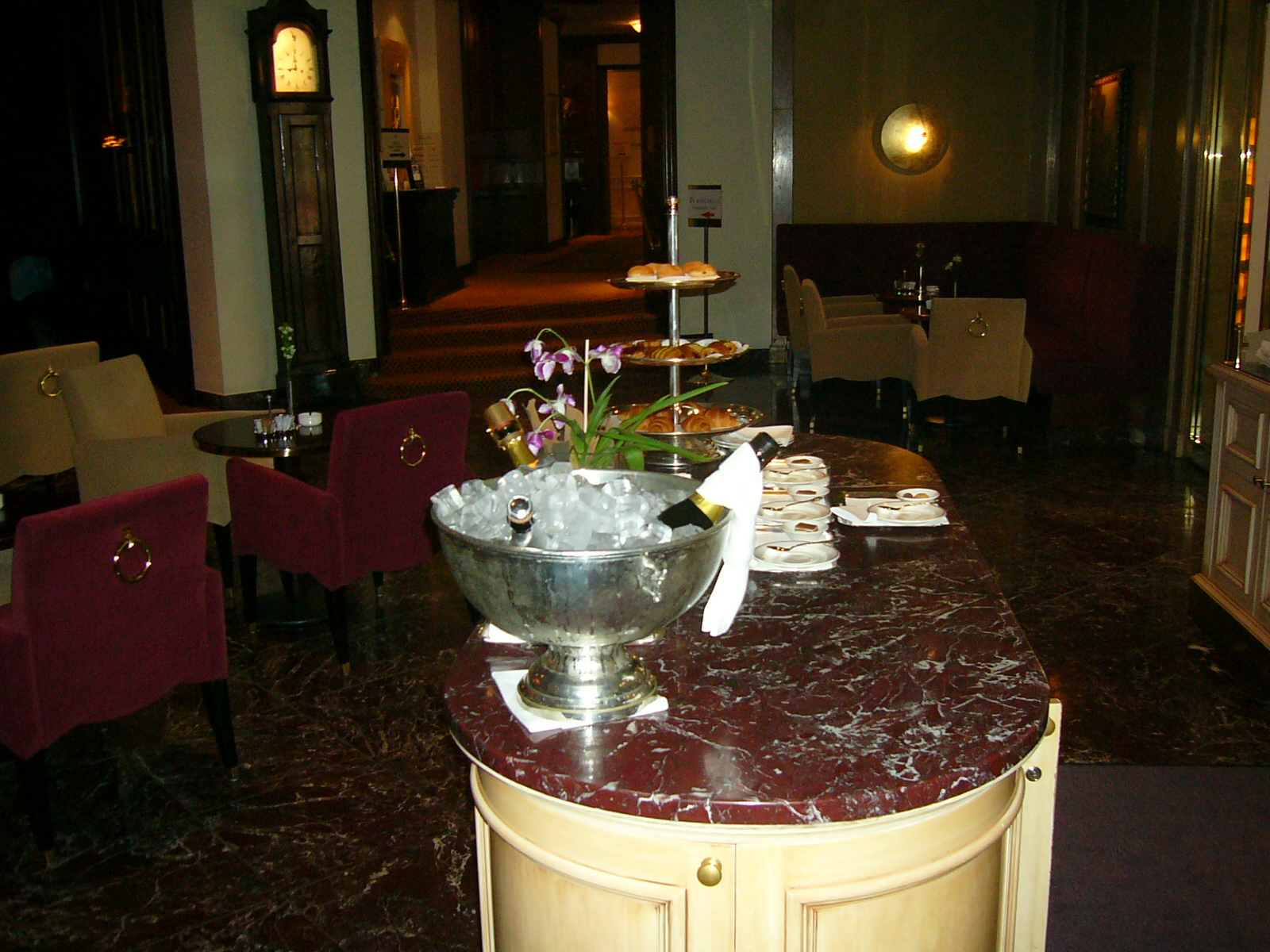
Een modern buffetmeubel

Een buffet is een meubel waarin toebehoren voor de maaltijd zoals linnengoed en bestek worden bewaard. Op een buffet is ruimte om zaken die men nodig heeft, maar niet op de tafel passen, klaar te zetten. Ook een bonheur du jour wordt hiervoor gebruikt.
Via de gewoonte om voedsel op het buffet te plaatsen en de gebruikers van de maaltijd zelf de gelegenheid te geven om op te scheppen is het begrip 'buffet' (of 'lopend buffet') als een vorm van maaltijdpresentatie afgeleid.

## Geschiedenis
In het verleden werd de term 'buffet' gebruikt voor de tafel, waarachter de rechters tijdens een rechtszitting plaatsnamen, en die hen fysiek scheidden van de procespartijen. Vergelijk ook het Nederlandse begrip 'balie' en het Engelse 'bar'.

## Buffetkast
Een buffetkast heeft vaak dubbele deuren in een hoog bovendeel waarin men porselein en drinkglazen kan bewaren en etaleren. De onderkast is vaak iets breder met deurtjes en laden en bovenaan een schenkblad. De bovendeuren zijn soms voorzien van vensters. Buffetkasten komen ook voor als inbouwkasten.

## Afbeeldingen

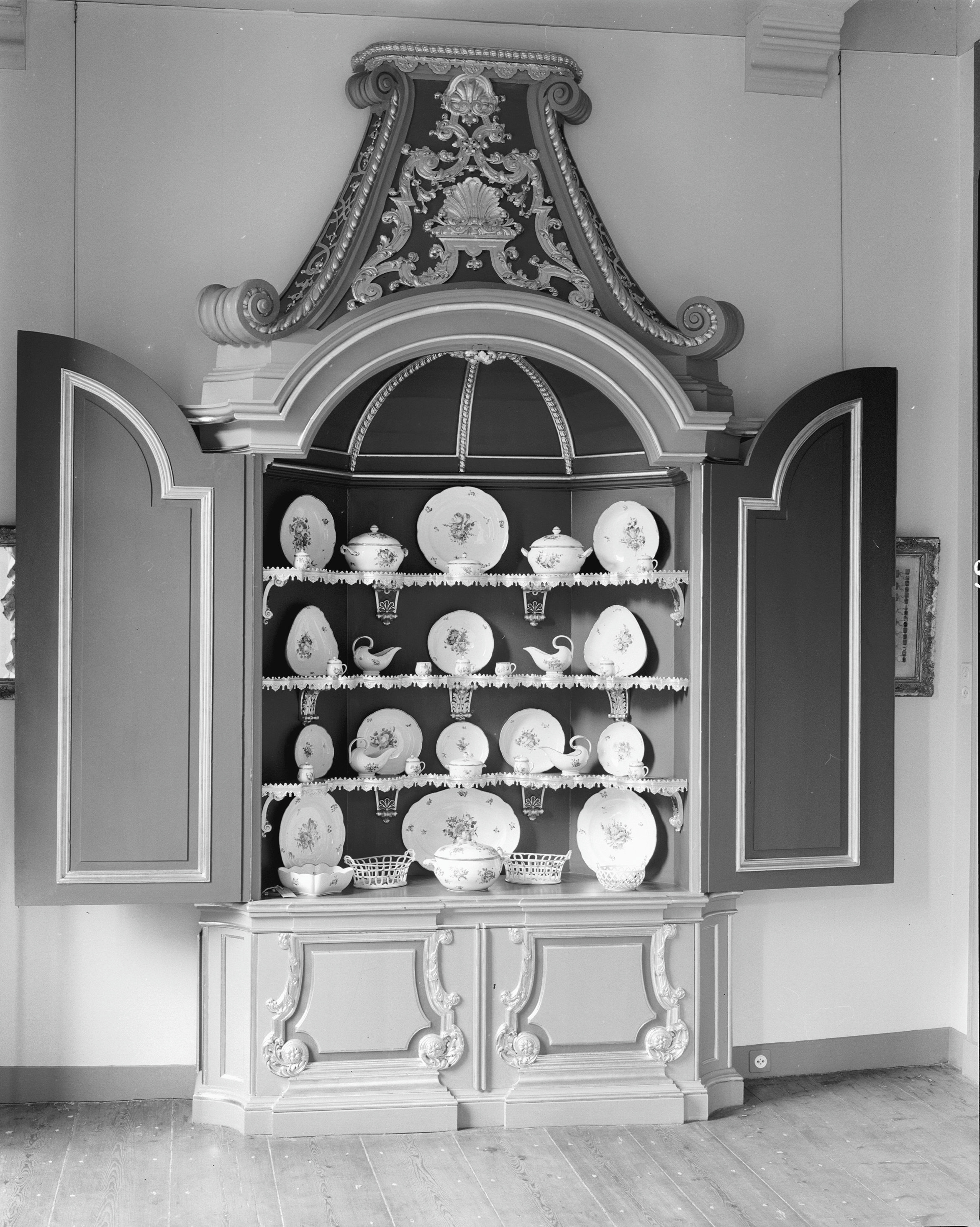
Lodewijk XIV buffetkast
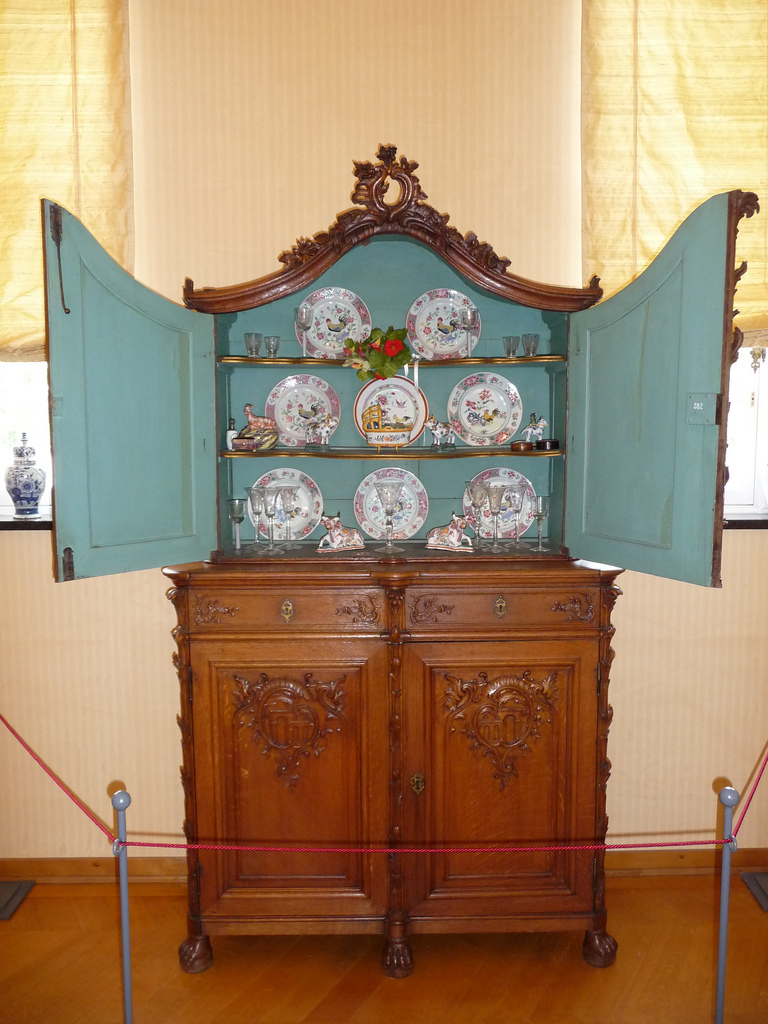
Eikenhout, 18e eeuw
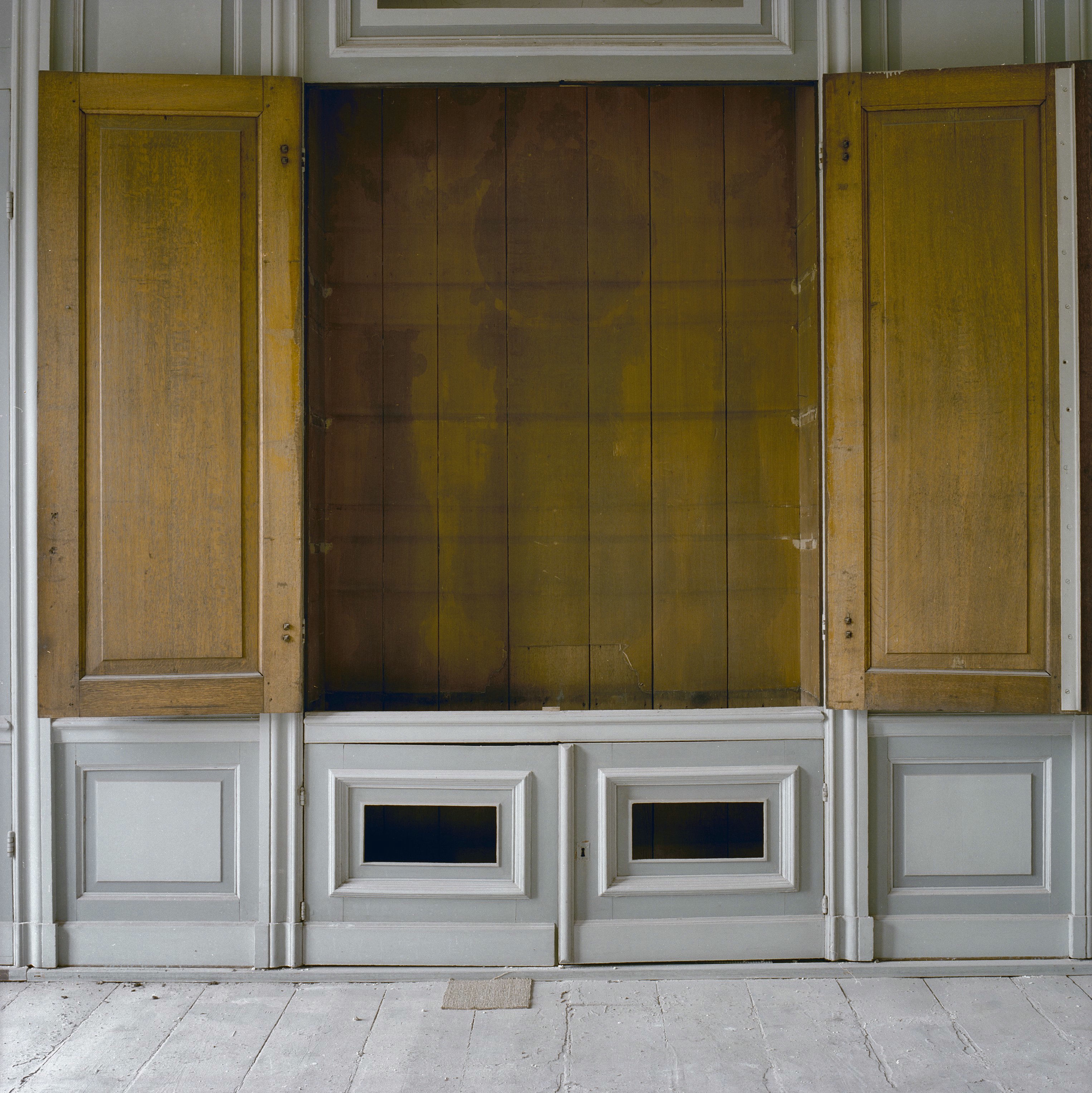
Ingebouwde buffetkast